# Bahnstrecke Grunow–Königs Wusterhausen
| ODEG-Triebwagen in Storkow (2005) |                                                        |                                                     |                                      |
| |                                                        |                                                     |                                      |
| Streckennummer (DB): | 6520                                                   |                                                     |                                      |
| Kursbuchstrecke (DB): | 209.36                                                 |                                                     |                                      |
| Kursbuchstrecke: | 154p (1934) 100f (1946)                                |                                                     |                                      |
| Streckenlänge: | 58,1 km                                                |                                                     |                                      |
| Spurweite: | 1435 mm (Normalspur)                                   |                                                     |                                      |
| Streckenklasse: | CM4 (Kablow–Beeskow) D4 (KW–Kablow und Beeskow–Grunow) |                                                     |                                      |
| Maximale Neigung: | 12,8 ‰                                                 |                                                     |                                      |
| Minimaler Radius: | 261 m                                                  |                                                     |                                      |
| Zugbeeinflussung: | PZB                                                    |                                                     |                                      |
| |                                                        |                                                     |                                      |
| \| \| \| von Frankfurt (Oder) Pbf \| \| \| \| 0,085 \| Grunow (Niederlausitz) \| 58 m \| \| \| \| nach Cottbus \| \| \| \| 1,300 \| Awanst Schneeberg \| Awanst Schneeberg \| \| \| 3,580 \| Schneeberg (Mark) \| Schneeberg (Mark) \| \| \| \| (Neutrassierung 1898) \| \| \| \| 7,800 \| Oegeln \| Oegeln \| \| \| 8,500 \| Beeskow (bis 1898) \| Beeskow (bis 1898) \| \| \| \| Spree \| \| \| \| 9,430 \| Beeskow (seit 1898) \| 44 m \| \| \| \| nach Fürstenwalde (Spree) \| \| \| \| \| nach Falkenberg (Elster) \| \| \| \| 15,960 \| Buckow (b Beeskow) \| Buckow (b Beeskow) \| \| \| 20,480 \| Lindenberg (Mark) \| Lindenberg (Mark) \| \| \| 21,830 \| Lindenberger Viadukt (95 m) \| Lindenberger Viadukt (95 m) \| \| \| 28,290 \| Wendisch Rietz (bis 2016 Bf), früher Scharmützelsee \| 40 m \| \| \| \| Anst Bundeswehr \| \| \| \| 32,600 \| Storkow Küchensee \| Storkow Küchensee \| \| \| 32,595 \| Hubertushöhe \| Hubertushöhe \| \| \| \| Storkow-Küchensee (in Prüfung) \| \| \| \| 36,240 \| Storkow (Mark) \| 37 m \| \| \| \| Storkower Kanal \| \| \| \| 40,358 \| Kummersdorf (b Storkow) \| Kummersdorf (b Storkow) \| \| \| 46,695 \| Friedersdorf (b Königs Wusterhausen) \| Friedersdorf (b Königs Wusterhausen) \| \| \| 51,260 \| Kablow \| Kablow \| \| \| 51,700 \| Anst Tanklager TABEG \| Anst Tanklager TABEG \| \| \| 53,210 \| Zernsdorf \| Zernsdorf \| \| \| 54,100 \| Anst Zernsdorf Schwellenwerk \| Anst Zernsdorf Schwellenwerk \| \| \| 56,120 \| Niederlehme \| Niederlehme \| \| \| 56,600 \| Dahme \| Dahme \| \| \| \| von Berlin \| \| \| \| 58,042 \| Königs Wusterhausen \| Königs Wusterhausen \| \| \| \| nach Görlitz \| \| \| \| \| nach Mittenwalde \| \| |                                                        |                                                     |                                      |
| Strecke |                                                        | von Frankfurt (Oder) Pbf                            | von Frankfurt (Oder) Pbf             |
| Bahnhof | 0,085                                                  | Grunow (Niederlausitz)                              | 58 m                                 |
| Abzweig geradeaus, ehemals nach links und ehemals von links |                                                        | nach Cottbus                                        | nach Cottbus                         |
| ehemalige Blockstelle | 1,300                                                  | Awanst Schneeberg                                   | Awanst Schneeberg                    |
| Haltepunkt / Haltestelle | 3,580                                                  | Schneeberg (Mark)                                   | Schneeberg (Mark)                    |
| Strecke von links · Abzweig ehemals geradeaus und nach rechts |                                                        | (Neutrassierung 1898)                               | (Neutrassierung 1898)                |
| Haltepunkt / Haltestelle · Strecke (außer Betrieb) | 7,800                                                  | Oegeln                                              | Oegeln                               |
| Strecke · Kopfbahnhof Streckenende (Strecke außer Betrieb) | 8,500                                                  | Beeskow (bis 1898)                                  | Beeskow (bis 1898)                   |
| Brücke über Wasserlauf |                                                        | Spree                                               | Spree                                |
| Bahnhof | 9,430                                                  | Beeskow (seit 1898)                                 | 44 m                                 |
| Abzweig geradeaus und ehemals nach rechts |                                                        | nach Fürstenwalde (Spree)                           | nach Fürstenwalde (Spree)            |
| Abzweig geradeaus und ehemals nach links |                                                        | nach Falkenberg (Elster)                            | nach Falkenberg (Elster)             |
| Haltepunkt / Haltestelle | 15,960                                                 | Buckow (b Beeskow)                                  | Buckow (b Beeskow)                   |
| Bahnhof | 20,480                                                 | Lindenberg (Mark)                                   | Lindenberg (Mark)                    |
| Brücke | 21,830                                                 | Lindenberger Viadukt (95 m)                         | Lindenberger Viadukt (95 m)          |
| Haltepunkt / Haltestelle | 28,290                                                 | Wendisch Rietz (bis 2016 Bf), früher Scharmützelsee | 40 m                                 |
| Abzweig geradeaus und ehemals von links |                                                        | Anst Bundeswehr                                     | Anst Bundeswehr                      |
| ehemalige Blockstelle | 32,600                                                 | Storkow Küchensee                                   | Storkow Küchensee                    |
| Haltepunkt / Haltestelle | 32,595                                                 | Hubertushöhe                                        | Hubertushöhe                         |
| ehemaliger Haltepunkt / Haltestelle |                                                        | Storkow-Küchensee (in Prüfung)                      | Storkow-Küchensee (in Prüfung)       |
| Bahnhof | 36,240                                                 | Storkow (Mark)                                      | 37 m                                 |
| Brücke über Wasserlauf |                                                        | Storkower Kanal                                     | Storkower Kanal                      |
| Haltepunkt / Haltestelle | 40,358                                                 | Kummersdorf (b Storkow)                             | Kummersdorf (b Storkow)              |
| Bahnhof | 46,695                                                 | Friedersdorf (b Königs Wusterhausen)                | Friedersdorf (b Königs Wusterhausen) |
| Haltepunkt / Haltestelle | 51,260                                                 | Kablow                                              | Kablow                               |
| Blockstelle | 51,700                                                 | Anst Tanklager TABEG                                | Anst Tanklager TABEG                 |
| Bahnhof | 53,210                                                 | Zernsdorf                                           | Zernsdorf                            |
| ehemalige Blockstelle | 54,100                                                 | Anst Zernsdorf Schwellenwerk                        | Anst Zernsdorf Schwellenwerk         |
| Haltepunkt / Haltestelle | 56,120                                                 | Niederlehme                                         | Niederlehme                          |
| Brücke über Wasserlauf | 56,600                                                 | Dahme                                               | Dahme                                |
| Abzweig geradeaus und von rechts |                                                        | von Berlin                                          | von Berlin                           |
| Bahnhof | 58,042                                                 | Königs Wusterhausen                                 | Königs Wusterhausen                  |
| Abzweig ehemals geradeaus und nach links |                                                        | nach Görlitz                                        | nach Görlitz                         |
| Strecke (außer Betrieb) |                                                        | nach Mittenwalde                                    | nach Mittenwalde                     |

Die Bahnstrecke Grunow–Königs Wusterhausen ist eine Nebenbahn in Brandenburg. Sie beginnt in Grunow an der Bahnstrecke Cottbus–Frankfurt (Oder) und führt von dort nach Westen über Beeskow nach Königs Wusterhausen.

## Geschichte

### Vorgeschichte und Preußischen Staatseisenbahnen

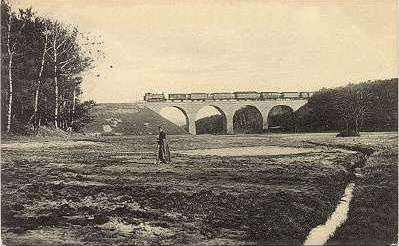
Lindenberger Viadukt und Blabbergraben um 1910

Nach Inbetriebnahme der Eisenbahn von Cottbus nach Frankfurt (Oder) bemühte sich der Landkreis Beeskow-Storkow um einen Anschluss an das Bahnnetz über eine neue Strecke, die hauptsächlich dem Güterverkehr dienen sollte. Am 19. April 1886 wurde die Konzession für den Abschnitt von Grunow nach Beeskow erteilt. Neben den beiden Endbahnhöfen verfügte der 8,5 Kilometer lange Abschnitt über die beiden Haltepunkte Schneeberg und Oegeln, die wegen des starken Güteraufkommens der beiden Rittergüter mit entsprechenden Gleisanlagen versehen wurden. Die Eröffnung des Abschnittes erfolgte am 15. Mai 1888, die Betriebsführung oblag von Anfang an den Preußischen Staatseisenbahnen.
Erst rund zehn Jahre später erteilte der preußische Staat auch die Konzession für den verbliebenen Abschnitt von Beeskow über Storkow nach Königs Wusterhausen. Fast 50 Kilometer Strecke wurden neu gebaut. Die Kreisstadt Beeskow erhielt einen neuen Bahnhof im Stadtzentrum; der alte Bahnhof befand sich am Ostufer der Spree in einem Vorort. Nach rund zweijähriger Bauzeit konnte die Strecke am 20. September 1898 übergeben werden. Das markanteste Bauwerk der Strecke ist die Überbrückung des Blabbergrabens in der Glienicker Schlucht bei Lindenberg-Glienicke mit dem Lindenberger Viadukt. Der durchgehende Betrieb erfolgte mit Inbetriebnahme der Spreebrücke am 1. Oktober desselben Jahres.
Der Verkehr war in den Anfangsjahren relativ spärlich. Lediglich vier Personenzugpaare verkehrten pro Tag. Im Güterverkehr wurden neben landwirtschaftlichen Erzeugnissen vor allem Produkte der bei Königs Wusterhausen befindlichen Ziegeleien transportiert.
Seit 1901 war die Strecke in Beeskow mit der Bahnstrecke Falkenberg–Beeskow verbunden, die westlich des Bahnhofs Beeskow einen eigenen Bahnhof besaß. 1911 wurde die Bahnstrecke Fürstenwalde–Beeskow von Fürstenwalde aus gebaut. Sie wurde vor allem für den Ausflugsverkehr in der Region errichtet, die Bahnverbindung von Königs Wusterhausen diente dabei vor allem als Zubringer.

### Deutsche Reichsbahn

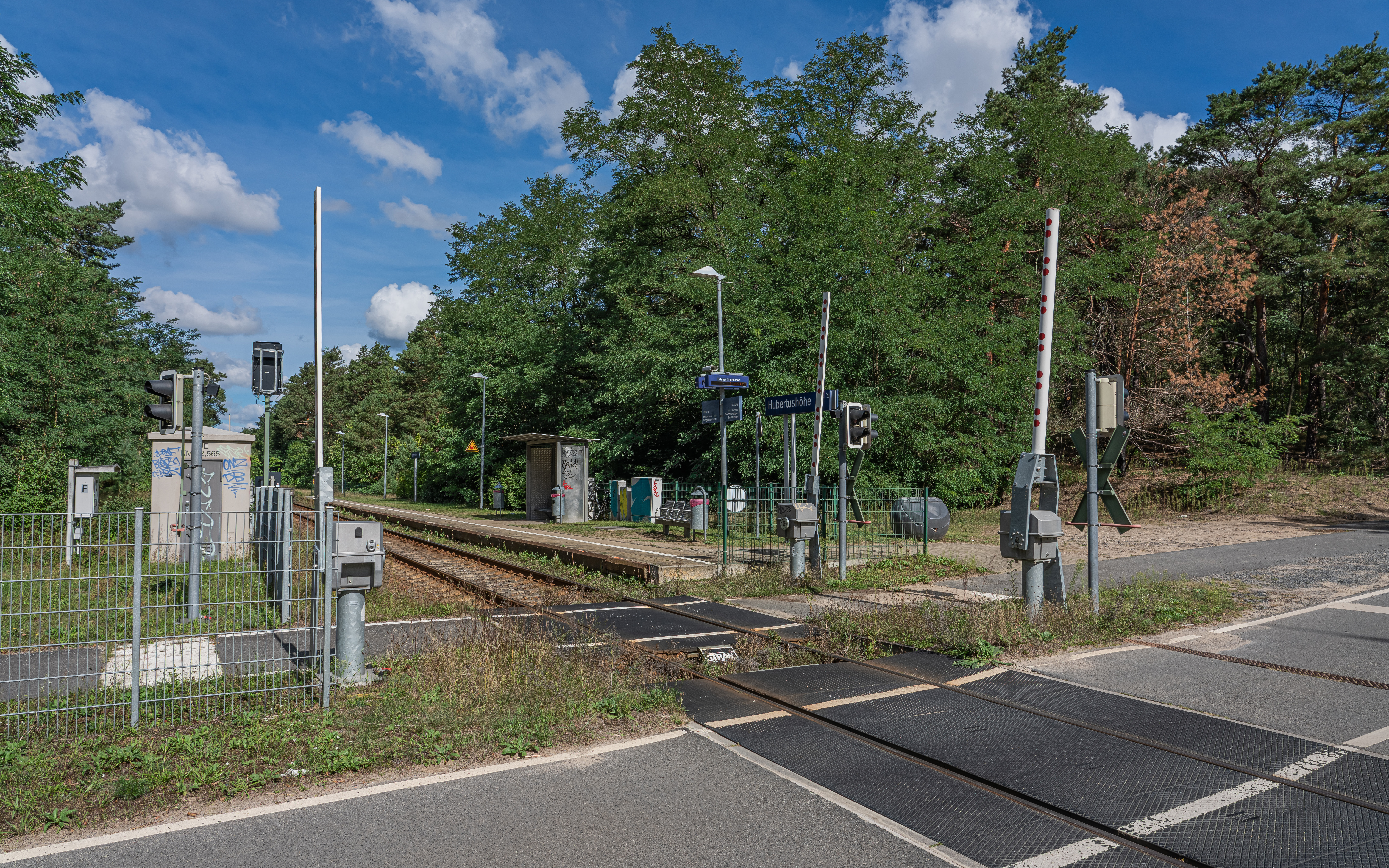
Haltepunkt Hubertushöhe vor der Modernisierung mit Bahnsteiganhebung

Mit dem immer stärker werdenden Personenverkehr richtete die Deutsche Reichsbahn in den 1930er Jahren durchgehende Züge vom Görlitzer Bahnhof in Berlin bis nach Beeskow oder zum Bahnhof Scharmützelsee ein.
Im Zweiten Weltkrieg nahm der Verkehr auf der Strecke nochmals zu. Beeskow war als Garnisonsstadt von strategischer Bedeutung und somit auch die Strecke selbst. Dies führte zu einer größeren Zerstörung der Anlagen durch die Alliierten als anderswo. Neben den Bahnhofsanlagen und einigen Brücken wurde auch der Lindenberger Viadukt beim Rückzug der Wehrmacht in den letzten Kriegstagen gesprengt. Bei seinem Wiederaufbau wurde er für eine Achslast von 20 Tonnen (vorher 16 Tonnen) ausgelegt. Ab 1949 war die Strecke wieder durchgehend befahrbar.
Wie bereits in der Vorkriegszeit spielte auch in der DDR der Güterverkehr die tragende Rolle. Die Verbindung von Königs Wusterhausen über Grunow und weiter nach Frankfurt (Oder) diente als Alternative zur direkten Verbindung Berlin–Frankfurt (Oder). Daneben wurden an der Strecke selbst auch einige militärische Objekte angelegt, so unter anderem auch die heutige Bundeswehrkaserne bei Storkow.
Im August 1954 wurde im Bahnhof Scharmützelsee die erste Halbschrankenanlage der Deutschen Reichsbahn eingeweiht.

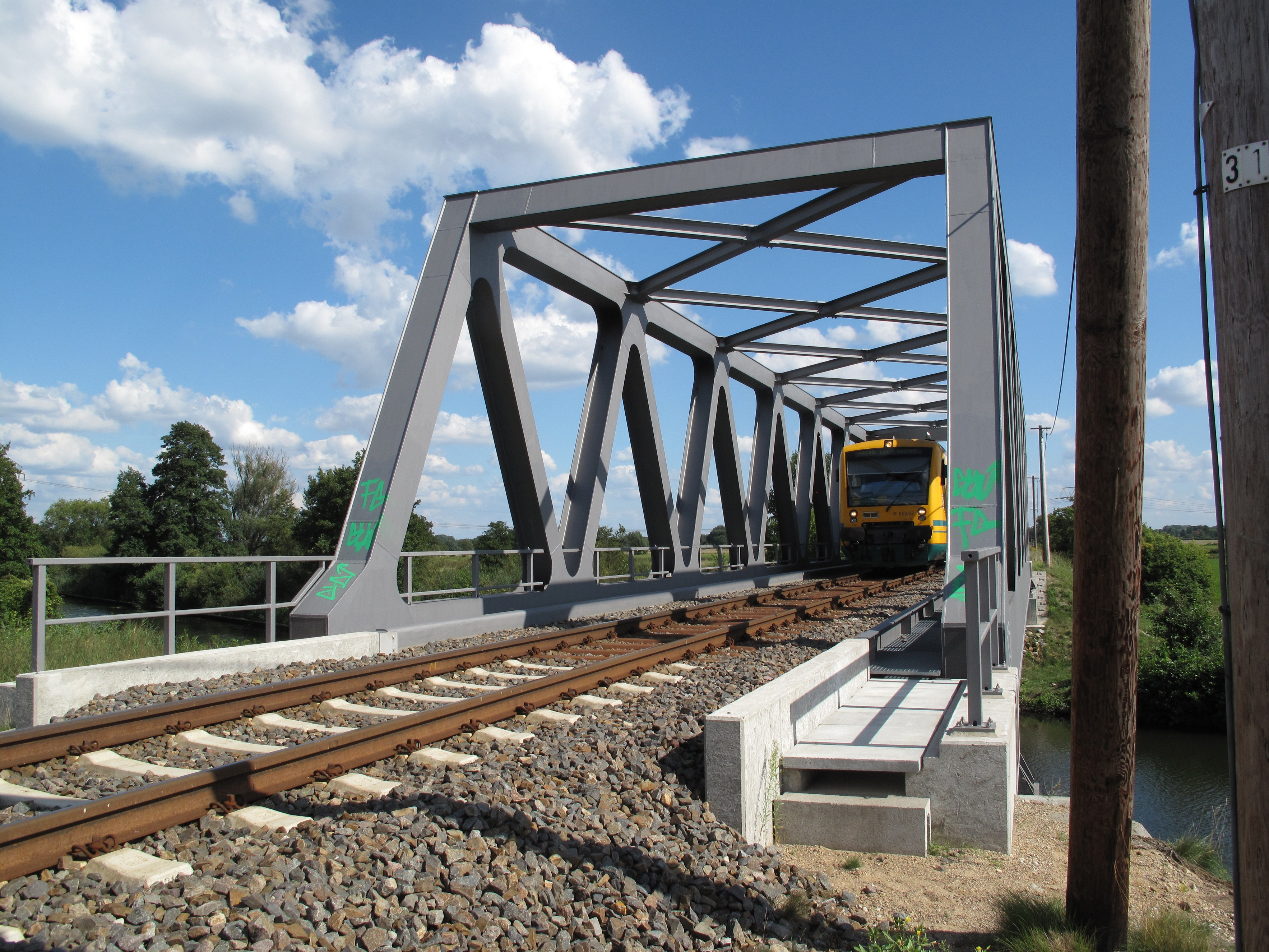
Fachwerkbrücke über dem Storkower Kanal in den Storkower Luchwiesen

Bis zum politischen Umbruch in der DDR in den Jahren 1989/1990 war die Strecke gut ausgelastet. Neben dem Güterverkehr benutzten vor allem Pendler nach Berlin beziehungsweise Frankfurt (Oder) sowie viele Ausflügler die Strecke. Ein Rückgang setzte nach 1990 ein, nachdem Tariferhöhungen und verstärkter privater PKW-Besitz den Modal Split zugunsten des Automobils veränderten. Die Strecke war in den folgenden Jahren stilllegungsgefährdet.

### 21. Jahrhundert
Erst mit der Ausschreibung der Strecke ab Fahrplanwechsel 2004 konnte der Schienenverkehr in der Region gesichert werden.
Seitdem verkehrten die Züge im Stundentakt und wurden bis Berlin-Lichtenberg bzw. Frankfurt (Oder) durchgebunden. Nach der Kürzung der Regionalisierungsmittel durch den Bund 2006 wurde das Angebot zwischen Beeskow und Frankfurt an Wochenenden im Winter auf einen Zweistundentakt reduziert. In den folgenden Jahren wurde die Strecke ausgebaut: Gleise wurden neu verlegt und Schrankenanlagen errichtet. So entstand im April 2012 in Birkholz eine Schrankenanlage an einem unfallträchtigen Bahnübergang. Seit dem Fahrplanwechsel im Dezember 2011 fuhren die Züge bereits etwas beschleunigt; die Zugkreuzungen fanden seither in Zernsdorf (vorher in Friedersdorf), Wendisch Rietz, Beeskow und Müllrose statt. Güterverkehr findet in geringem Ausmaß statt, insbesondere zur Belieferung des Spanplattenwerkes in Beeskow.

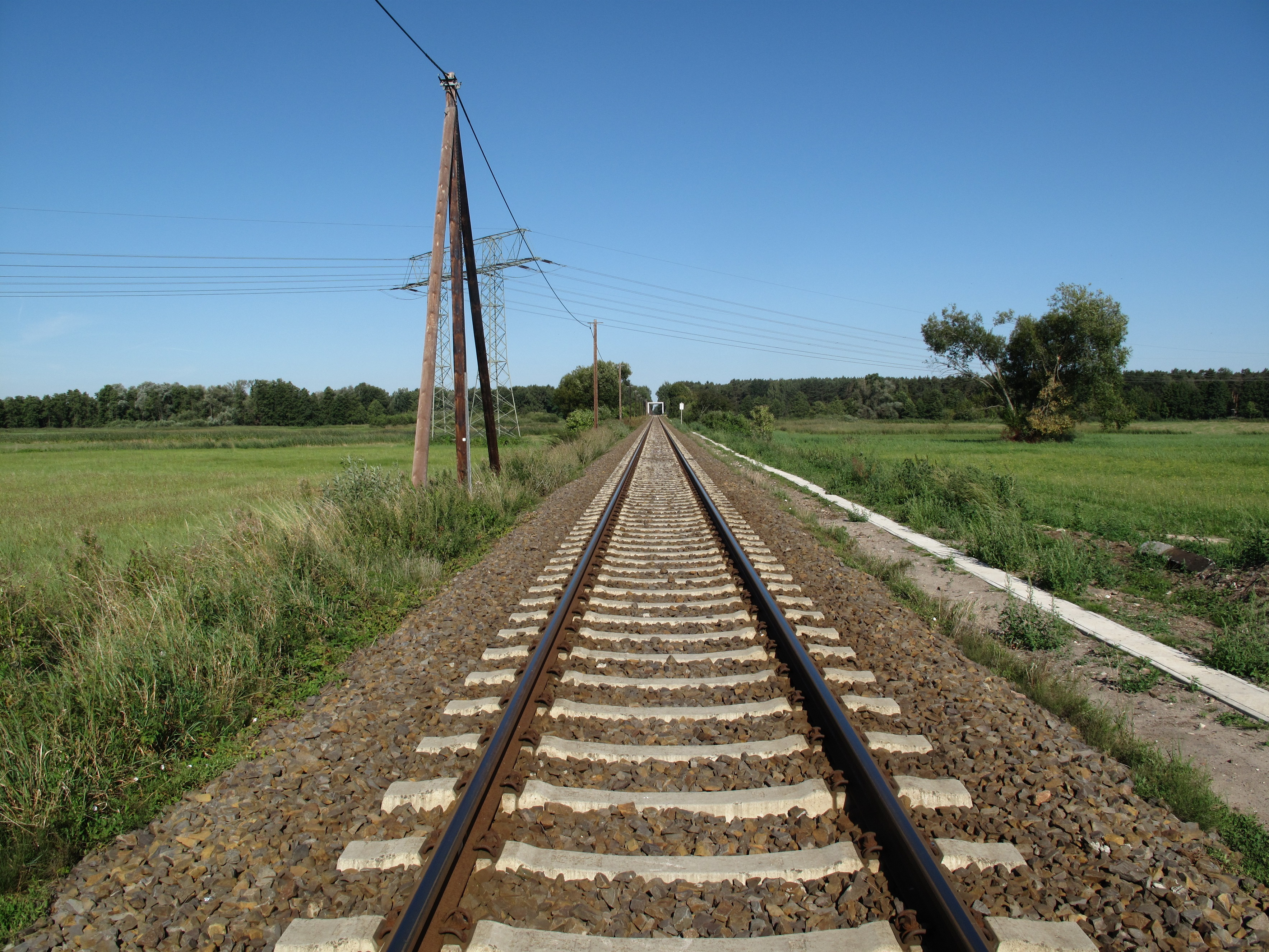
Die eingleisige Trasse in den Luchwiesen

Als im April 2012 der brandenburgische Verkehrsminister Vogelsänger mögliche Kürzungen bei Regionalbahnstrecken ankündigte, war auch diese Strecke erneut im Gespräch. Eine Stilllegung steht zurzeit nicht zur Debatte, wohl aber ein Zweistundentakt auch an den Sommerwochenenden zwischen Beeskow und Frankfurt.
Bereits 2013 war auf dem Streckenabschnitt Königs Wusterhausen–Storkow die Errichtung elektronischer Stellwerkstechnik sowie die Erneuerung der Bahnsteige geplant. Anfang 2014 wurden schließlich die Mittel genehmigt. So konnte die Taktkreuzung aus Wendisch Rietz zum Bahnhof Storkow/Mark verlegt, neue Sicherungstechnik eingebaut sowie Langsamfahrstellen beseitigt werden. Außerdem entfällt seitdem die Zugkreuzung in Zernsdorf und in Königs Wusterhausen wird eine Kurzwende realisiert. Dadurch konnte ein Fahrzeugumlauf im Regelbetrieb eingespart werden.
Anfang 2013 ging im Betriebsbahnhof Fauler See an der in Grunow anschließenden Strecke nach Frankfurt (Oder) ein elektronisches Stellwerk (ESTW) in Betrieb. Die Bahnhöfe Müllrose (an der Strecke nach Frankfurt) und Grunow sowie Zernsdorf, Friedersdorf, Storkow und Wendisch-Rietz sind an das ESTW angeschlossen, die Bedienung erfolgt inzwischen von Beeskow aus. Der Bahnhof Beeskow selbst behielt jedoch zunächst seine mechanische Stellwerkstechnik, er soll im Oktober 2020 in das ESTW eingebunden werden. Hierbei wird auch der Spurplan angepasst, um die Zugkreuzungen zu beschleunigen.
Am 1. August 2016 wurden die alten Stellwerke in Storkow und Wendisch Rietz stillgelegt. Die alten Formhauptsignale, Weichen und das Nebengleis in Wendisch Rietz wurden abgebaut. Der Zugang zum verbliebenen Bahnsteig wurde verlegt.
Am 5. November 2018 wurde Lindenberg (Mark) als Kreuzungsbahnhof in Betrieb genommen.
Bis Ende 2024 soll die Fahrzeit zwischen Beeskow und Frankfurt (Oder) auf unter 30 Minuten reduziert werden. Hierzu sind eine Erhöhung der Streckengeschwindigkeit auf 120 km/h und Hauptbahnstandard erforderlich.

## Besonderheiten an der Strecke
Zwischen dem Bahnhof Storkow und dem Bedarfshaltepunkt Kummersdorf quert die Strecke das Naturschutzgebiet Luchwiesen, eine der artenreichsten und größten Binnensalzstellen Brandenburgs, und auf einer stählernen Fachwerkbrücke den Storkower Kanal. Nach Kummersdorf passiert sie das Naturschutzgebiet Storkower Kanal und überbrückt im Schutzgebiet das Stahnsdorfer Fließ.

## Betrieb
Im Zeitraum von Dezember 2004 bis Dezember 2014 wurde die Strecke von der Ostdeutsche Eisenbahn (ODEG) bedient, seit Dezember 2014 wird die Strecke von der Niederbarnimer Eisenbahn AG (NEB) befahren.
Auf der Strecke verkehren stündlich Züge der Linie RB 36 von Königs Wusterhausen über Beeskow nach Frankfurt (Oder). Zwischenzeitlich fuhren am Wochenende die Züge zwischen Beeskow und Frankfurt außerhalb der Sommersaison nur im Zweistundentakt; seit dem Fahrplanwechsel im Dezember 2018 wird der Stundentakt wieder ganzjährig auf der Gesamtstrecke angeboten.